# ثلوج كلمنجارو (مجموعة قصصية)
ثلوج كلمنجارو (بالإنجليزية: The Snows of Kilimanjaro)‏ مجموعة قصص قصيرة من تأليف الكاتب الأمريكي إرنست همنغواي. نُشِرَت المجموعة في عام 1961، السنة ذاتها التي تُوفِّي فيها همنغواي. جميع القصص المُضمَّنة في هذه المجموعة قد نُشِرَت مسبقاً في الطابور الخامس والقصص التسع والأربعون الأولى. القصة التي أُقتُبِس منها العنوان تُعدُّ أفضل أعماله القصصية من قبل عدد من النُّقاد.

## المحتويات
تتضمَّن المجموعة القصص القصيرة التالية:
- ثلوج كليمنجارو (1936)
- مكان نظيف جيد الإضاءة (1926)
- يوم من الانتظار (1933)
- المقامر والراهبة والمذيع (1933)
- آباء وأبناء (1927)
- في بلاد أخرى (1927)
- القاتلان (1927)
- دربك محال محال (1933)
- خمسون ألف دولارا (1927)
- حياة فرانسيس ماكومبر السعيدة القصيرة (1936)